# 不動の滝 (八幡平市)
不動の滝（ふどうのたき）は、岩手県八幡平市高畑にある滝で、日本の滝百選と岩手の名水二十選に選ばれている。
瀬織津姫を祀る桜松神社の境内奥に位置する。古くは修験者の道場で、1934年（昭和9年）には滝の左岸に石彫の不動明王像が安置された。

## アクセス
国道282号から南東（案内看板あり）に曲がり、4km近く進んだところにある桜松神社の奥にある。